# サンコウチョウ
サンコウチョウ（三光鳥、学名：Terpsiphone atrocaudata）はスズメ目カササギヒタキ科に分類される鳥類。日本へは夏鳥として渡来する。静岡県の鳥に指定されている。

## 分布
日本の本州（主に青森県津軽）以南、台湾、フィリピンのバタン島とミンダナオ島に分布する。日本には、夏に渡来し繁殖する。日本で繁殖した個体の多くは、冬季中国南部からスマトラへ渡り越冬する。

## 形態
全長は雄が約45cm（繁殖期）、雌が約18cm。繁殖期のオスは、体長の3倍ぐらいの長い尾羽をもつ。羽色は、顔面部が黒紫色、腹部は濁白色、背面はやや赤みのある黒紫色、その他の部分は暗黒紫色で、アイリングと嘴は明るい水色である。
メスは、オスの色彩とほぼ同色であるが、オスと比較してアイリングと嘴の水色は不明瞭であり、更に、背部と尾部はかなり赤みの強い赤褐色をしている。尾羽は体長と同じくらいの長さにしか伸長しない。

## 生態
平地から低山にかけての暗い林に生息する。繁殖期には縄張りを形成する。
食性は昆虫食で、林内で飛翔中の昆虫を捕食する。
樹上の細枝にスギやヒノキの樹皮を用いたカップ型の巣を作り、外側にウメノキゴケをクモの糸で張り付ける。巣の中に入ってくるくる回りながら営巣を行うため、身体にフィットする綺麗な椀型になる。産卵期は5-7月。抱卵日数は12-14日で、雌雄ともに抱卵する。雛は孵化後、8-12日で巣立つ。
地鳴きは、「ギィギィ」と地味だが、囀声は、「ツキヒーホシ、ホイホイホイ」月・日・星、と聞えることから、三光鳥と呼ばれている。また、他にも三光鳥と呼ばれる鳥としてイカルがいる。

## 亜種
3亜種に分類されている。

## 人間との関係
静岡県の県鳥に指定されている。
静岡県のサッカーチーム「ジュビロ磐田」のエンブレムに月・日・星と共に描かれている。同クラブのマスコットであるジュビロくん、及びジュビィちゃんはサンコウチョウがモデルとなっている。